# Szeged Plaza
A Szeged Plaza egy modern építészeti stílusú bevásárlóközpont, amely 2001-ig a Dél-Alföld legnagyobb és legmodernebb bevásárlóközpontja volt. 2011-ig Szegeden a legnagyobb területű bevásárlóközpont volt.[forrás?]

## Története
Régen, amikor még a Búvár-tó nagyobb volt, a Szeged Plaza mai helyét teljesen lefedte. Szeged legnagyobb tava volt a helyén, majd 1994-ben a nádas nagy területet kezdett elborítani a Búvár-tó déli részén, és ennek hatására alkalmas hely lett volna egy bevásárlóközpont építéséhez. A kormány úgy gondolta, hogy a Szeged Nagyáruház már nem elég Szeged teljes kiszolgálására, rádöbbentek, hogy kéne egy új, modernebb bevásárlóközpont Szegedre. A területet kiválasztásakor a választás erre a helyre esett. 1996 februárjában röppent fel a hír, hogy a „napfény városában”, Szegeden az ECE cégcsoport 756 millió forint értékű fizetésösszeggel elkezdi építeni Magyarország harmadik Plaza üzletközpontját. 1997 októberében hirdették ki a komplexum külső homlokzatának kialakításával megbízott fővállalkozót, aki a budapesti Szántó és Mikó Építész Kft. volt. A bevásárlóközpont külsejével igazodik a hely szelleméhez, s őrzi a Búvár-tó néhány arról készült festményét is. Magát az üzletközpontot 1996 januárjában kezdték építeni, majd 2000 szeptemberében adták át a vásárlóközönségnek.

## Elhelyezkedése
A Szeged Plaza a Kossuth Lajos sugárút és a Rókusi körút kereszteződésében helyezkedik el. A hátsó részén gyönyörű kilátás nyílik a Búvár-tóra és annak vadregényes környékére, ráadásul itt még vadkacsákat is lehet etetni. Közúton több irányból is megközelíthető, tömegközlekedési szempontból kiemelkedően jó helyen fekszik.

## Szolgáltatások
A Szeged Plaza első szintjén mintegy 40 üzlet található, illetve egy 862 férőhelyes mélygarázs is üzemel az épület alatt. A nyugati oldalán egy Aldi szupermarket, Hervis sportáruház és további üzletek találhatók. Az északi oldalon hazai és nemzetközi divatcégek képviseltetik magukat, az emeleten egy 3000 négyzetméteres és 9 termes Cinema City mozi mellett könyv- és cipőáruház, illetve gasztronómiai különlegességeket értékesítő vendéglátóipari egység van.

## Sorsa
Ezt az üzletközpontot egyre inkább leváltja az Árkád Szeged és a közelében elhelyezkedő Tesco Extra hipermarket is. Népszerűségét egyedül a vadregényes környezete és a 9 mozitermes Cinema City tartja fenn.